# NFL sezona 1954.
NFL sezona 1954. je 35. po redu sezona nacionalne lige američkog nogometa. 
Sezona je počela 26. rujna 1954. Utakmica za naslov prvaka NFL lige odigrana je 26. prosinca 1954. u Clevelandu u Ohiju na Cleveland Stadiumu. U njoj su se sastali pobjednici istočne konferencije Cleveland Brownsi i pobjednici zapadne konferencije Detroit Lionsi. Pobijedili su Brownsi rezultatom 56:10 i osvojili svoj drugi naslov prvaka NFL-a.

## Poredak po divizijama na kraju regularnog dijela sezone
| Istočna konferencija |     |     |     |      |     |     |
| Momčad               | Pob | Por | Ner | %    | P+  | P-  |
| Cleveland Browns*    | 9   | 3   | 0   | 75,0 | 336 | 162 |
| Philadelphia Eagles  | 7   | 4   | 1   | 63,6 | 284 | 230 |
| New York Giants      | 7   | 5   | 0   | 58,3 | 293 | 184 |
| Pittsburgh Steelers  | 5   | 7   | 0   | 41,7 | 219 | 263 |
| Washington Redskins  | 3   | 9   | 0   | 25,0 | 207 | 432 |
| Chicago Cardinals    | 2   | 10  | 0   | 16,7 | 183 | 347 |

| Zapadna konferencija |     |     |     |      |     |     |
| Momčad               | Pob | Por | Ner | %    | P+  | P-  |
| Detroit Lions*       | 9   | 2   | 1   | 81,8 | 337 | 189 |
| Chicago Bears        | 8   | 4   | 0   | 66,7 | 301 | 279 |
| San Francisco 49ers  | 7   | 4   | 1   | 63,6 | 313 | 251 |
| Los Angeles Rams     | 6   | 5   | 1   | 54,5 | 314 | 285 |
| Green Bay Packers    | 4   | 8   | 0   | 33,3 | 234 | 251 |
| Baltimore Colts      | 3   | 9   | 0   | 25,0 | 131 | 279 |

Napomena: * - pobjednici konferencije, % - postotak pobjeda, P± - postignuti/primljeni poeni

## Prvenstvena utakmica NFL-a
- 26. prosinca 1954. Cleveland Browns - Detroit Lions 56:10

## Statistika

### Statistika po igračima

#### U napadu
- Najviše jarda dodavanja: Norm Van Brocklin, Los Angeles Rams - 2637
- Najviše jarda probijanja: Joe Perry, San Francisco 49ers - 1049
- Najviše uhvaćenih jarda dodavanja: Bob Boyd, Los Angeles Rams - 1212

#### U obrani
- Najviše presječenih lopti: Dick Lane, Chicago Cardinals - 10

### Statistika po momčadima

#### U napadu
- Najviše postignutih poena: Detroit Lions - 337 (28,1 po utakmici)
- Najviše ukupno osvojenih jarda: Los Angeles Rams - 432,3 po utakmici
- Najviše jarda osvojenih dodavanjem: Chicago Bears - 258,7 po utakmici
- Najviše jarda osvojenih probijanjem: San Francisco 49ers - 208,2 po utakmici

#### U obrani
- Najmanje primljenih poena: Cleveland Browns - 162 (13,5 po utakmici)
- Najmanje ukupno izgubljenih jarda: Cleveland Browns - 221,5 po utakmici
- Najmanje jarda izgubljenih dodavanjem: Cleveland Browns - 134,0 po utakmici
- Najmanje jarda izgubljenih probijanjem: Cleveland Browns - 87,5 po utakmici

## Vanjske poveznice
- Pro-Football-Reference.com, statistika sezone 1954. u NFL-u
- NFL.com, sezona 1954.